# 澳洲無尾牧牛犬
澳洲短尾牧牛犬（英語：Australian Stumpy Tail Cattle Dog），英語中通常稱為Stumpy，是一種自然短尾或無尾的中型牧牛犬，與澳洲牧牛犬密切相關。澳洲短尾牧牛犬和澳洲牧牛犬共享霍爾牧牛犬的血統來源。

## 歷史
第一批抵達澳洲的家犬隨著1788年的第一艦隊和後來的罪犯艦隊來到。（澳洲丁戈犬不被歸類為家犬。）很快就有了繁榮的流浪狗群體。 一些具有牧牛潛力的流浪狗顯然找到了移民喬治·霍爾的家。喬治的兒子托馬斯·辛普森·霍爾將它們培育成工作犬。撰寫第一個牧牛犬品種標準的羅伯特·卡列斯基稱霍爾的狗為霍爾牧牛犬。

## 外觀
澳洲全國犬業俱樂部對澳洲短尾牧牛犬標準要求為「一隻比例良好的工作犬，輪廓相對方正，具有堅硬、粗獷的外觀」。牠們有小而直立的耳朵和自然短於10（3.9英寸）的尾巴。被毛短而密，頸部有小鬃毛。牠們有各種藍色或紅色的花紋。與澳洲牧牛犬不同，標準禁止棕色標記，因為這被認為是混種犬的標誌。